# Antisocial (film)
Antisocial è un film del 2013 diretto da Cody Calahan.
Nel 2015 il film ha avuto un seque, Antisocial 2.

## Trama
Sam, una ragazza universitaria, prende una pausa di riflessione dalla relazione con Dam, e si cancella dal social network "Redroom" quando vede che il ragazzo ha cambiato il suo stato sentimentale da Impegnato a Single. Stanca del corso di recupero, decide di ritornare a casa per passare il primo dell'anno da sola, ma si ricorda dell'invito di un suo amico, Mark. Arrivata a casa sua, è costretta a partecipare alla festa organizzata da Mark e dai suoi amici: Jad, Steve e Katlin. La festa procede tra divertimento ed alcool, ma i ragazzi intravedono degli strani eventi in televisione, tra cui suicidi e innumerevoli aggressioni verificatesi in tutto il pianeta.
Ai ragazzi verrà ordinato di barricarsi in casa e di non uscire per niente al mondo. Comprendendo i segni di un'epidemia globale, i ragazzi fanno come ordinato dal notiziario. Dopo alcuni attacchi da parte degli infetti, si scoprirà l'esistenza di un video nel quale capiranno che i sintomi dell'epidemia sono la fuoriuscita di sangue dal naso e dalla bocca e le allucinazioni. Alla porta busserà Chad, un amico dei residenti, che tuttavia non gli daranno rifugio comprendendo che è uno degli infetti. Steve - dopo l'attacco di un altro infetto - è il primo del gruppo a mostrare i sintomi dell'infezione, venendo infine ucciso con una bottiglia da Mark.
Mark non accetta la morte dell'amico, ma viene rassicurato da Jed. Successivamente sospetta di Sam, visto che la ragazza ha vomitato, ma quest'ultima gli dice che è incinta. Katlin incomincia ad avere i sintomi dell'infezione e una volta diventata un'infetta al cento per cento viene impiccata dagli amici. Jed, si convince che anche Mark è uno degli infetti e lo incita a stare lontano da lui. Il ragazzo intanto scopre le origini del virus: Il virus è generato dal social network Redroom che grazie all'aggiornamento dell'anno nuovo crea una sotto forma di tumore nel cervello degli utenti. Ma esiste anche una cura: Basta semplicemente effettuare un intervento chirurgico al cervello e strappare un'arteria, tuttavia l'operazione non ha effetto se si sono già mostrati i sintomi. 
Dopo il suicidio di Brian, un amico di Jed che gli dava varie informazioni, e della morte di quest'ultimo per via degli infetti entrati in casa,
Sam e Mark si nascondono nella cantina dove il ragazzo cerca di effettuare l'intervento su Sam. Mark, durante l'intervento mostra i sintomi dell'infezione, ma prima di trasformarsi viene attaccato da Chad, ormai infetto. Mark muore, e Chad attacca la ragazza, ma viene ucciso a sua volta. Sam, l'ultima rimasta, effettua l'intervento da sola e - dopo una lotta con un infetto - sviene dal dolore. Il giorno dopo la ragazza si sveglia alle luci dell'alba ed esce in strada, portando con un se un'ascia. La radio rivela che gli infetti non sembrano morire. Sam, con l'ascia in mano, vede gli infetti risvegliarsi, ma lei è finalmente pronta a combattere.